# Helsingborgstegel

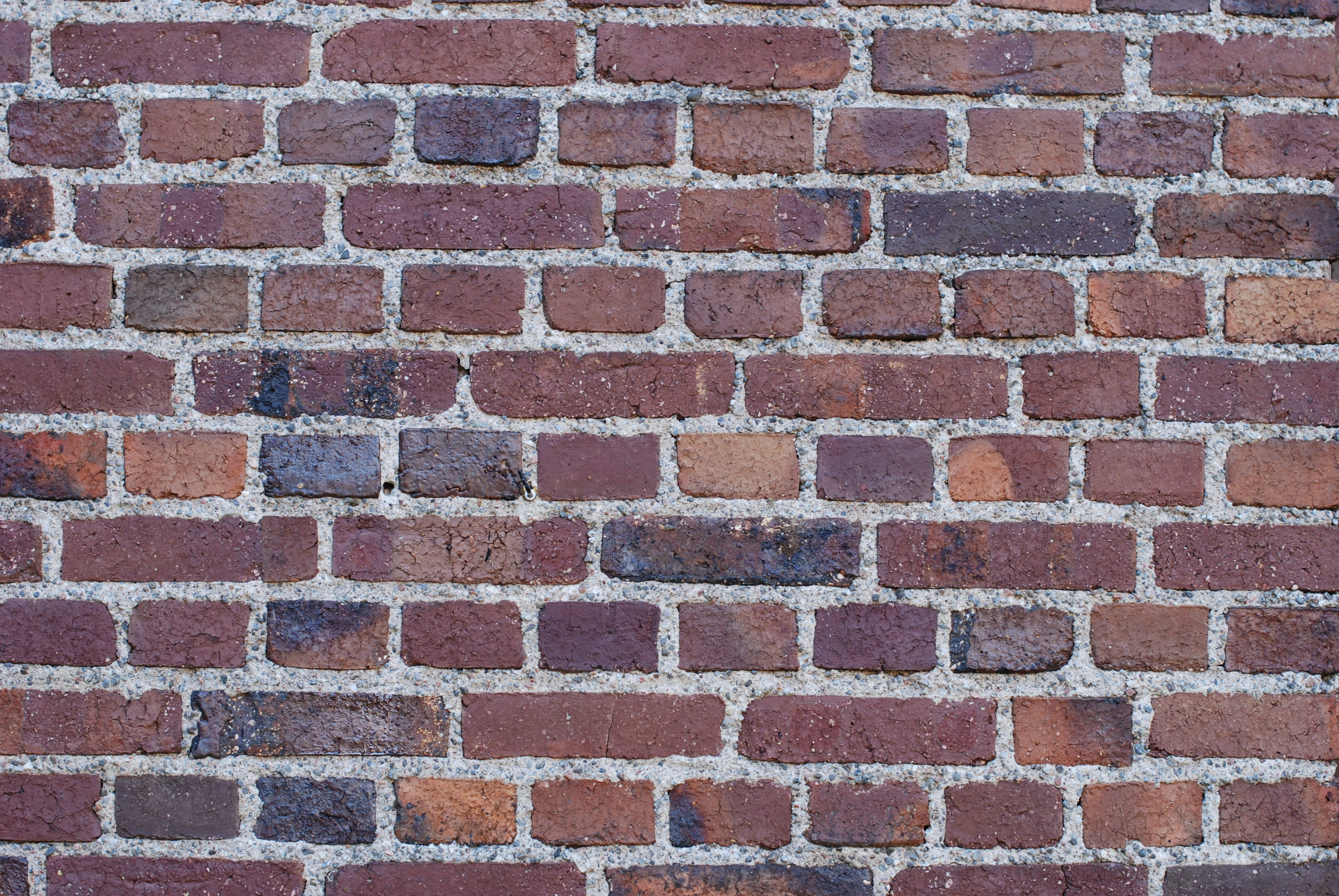
Förband av hårdbränt Helsingborgstegel, S:t Tomas kyrka, Vällingby i Stockholm.

Helsingborgstegel är ett rödbrunt till violett, hårdbränt murtegel som tillverkats av Helsingborgs Ångtegelbruk. 

## Allmänt
Stenarna skiftar mellan olika rödbruna nyanser, men den mest kända är den hårdbrända mörkrödbruna nyansen. Teglet kallades i Helsingborg även för "Persategel" efter brukets ägare konsul Nils Persson. Teglet blev populärt i hela Sverige efter uppförandet av Terrasstrapporna i Helsingborg 1899-1903 och den stora Slöjd- och industriutställning som hölls i stadens park Slottshagen samma år. Innan dess hade teglet bland annat använts som tegel vid medeltidsborgen Kärnans restauration 1893-94 och som murtegel i Helsingborgs rådhus, men i och med detta blev det populärt som fasadtegel. Till en början användes det till monumentalbyggnader, ofta sådana i nationalromantisk stil, såsom rådhus, kyrkor och skolbyggnader, men kom senare även att användas som fasadtegel i villor, flerbostadshus och industribyggnader, bland annat under 20-talsklassicismen.

## Byggnader med Helsingborgstegel i urval

### Sverige

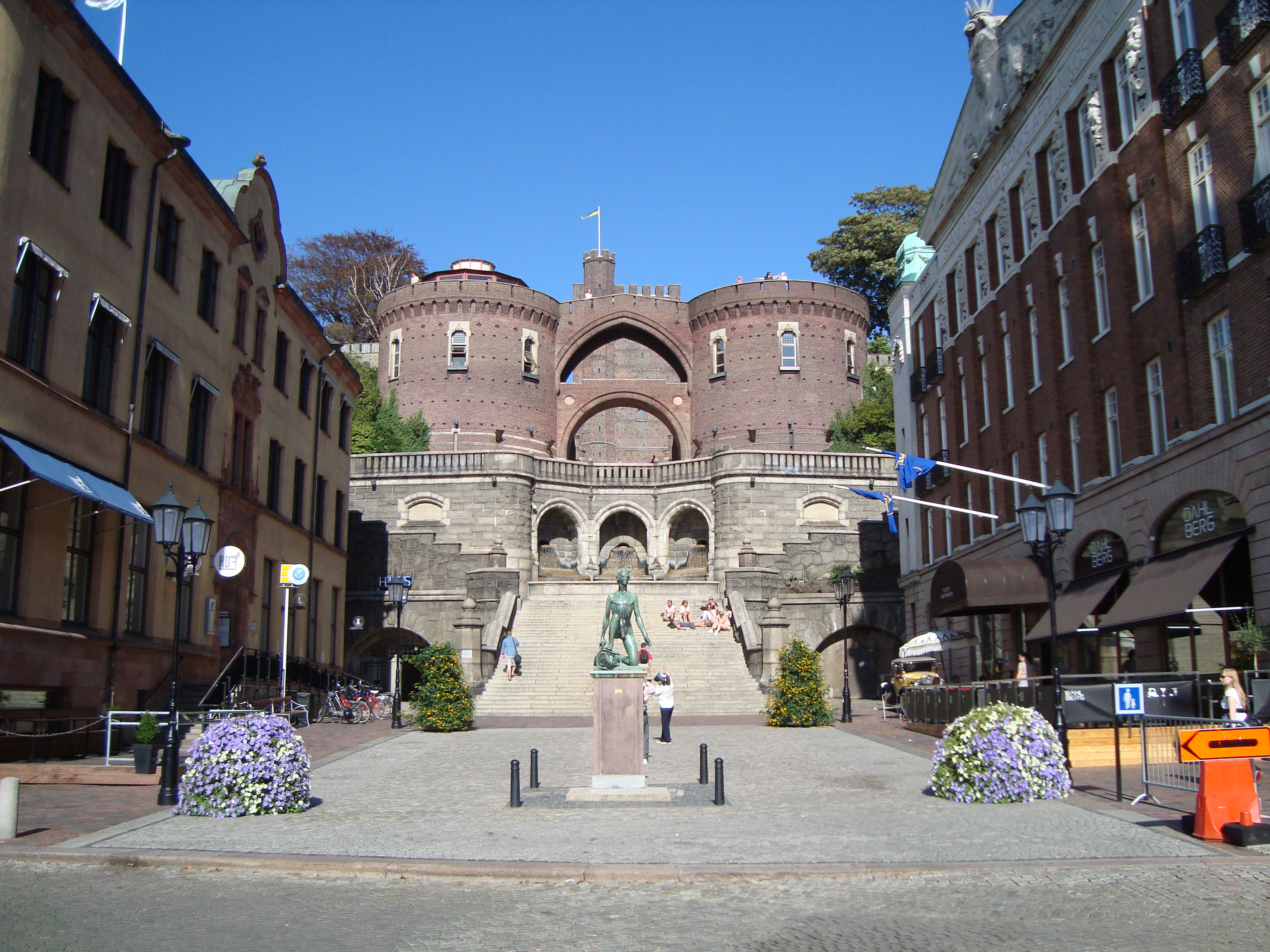
Konsul Trapps plats i Helsingborg med Terrasstrapporna i bakgrunden.

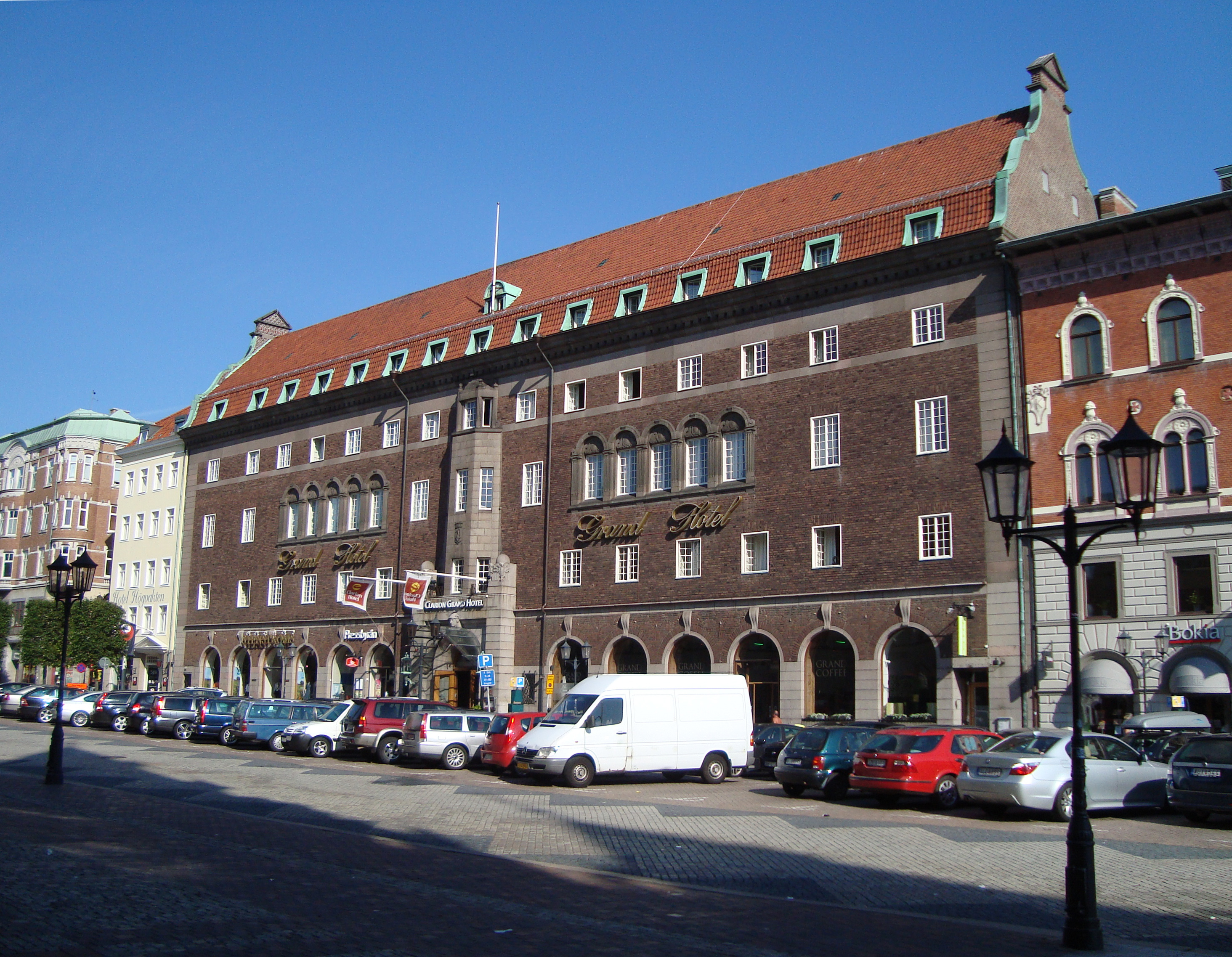
Grand Hotel, Helsingborg.

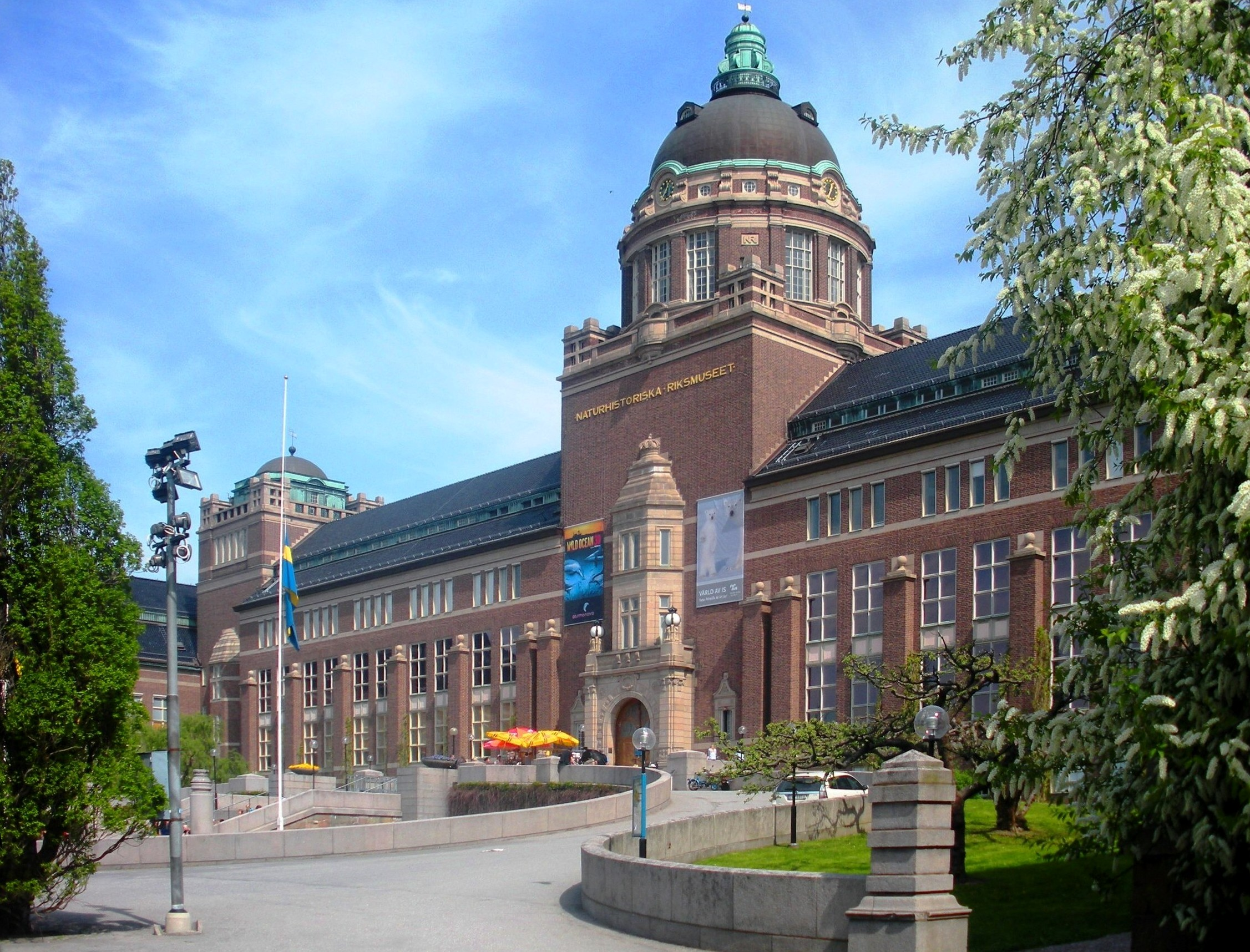
Naturhistoriska Riksmuseet, Stockholm.

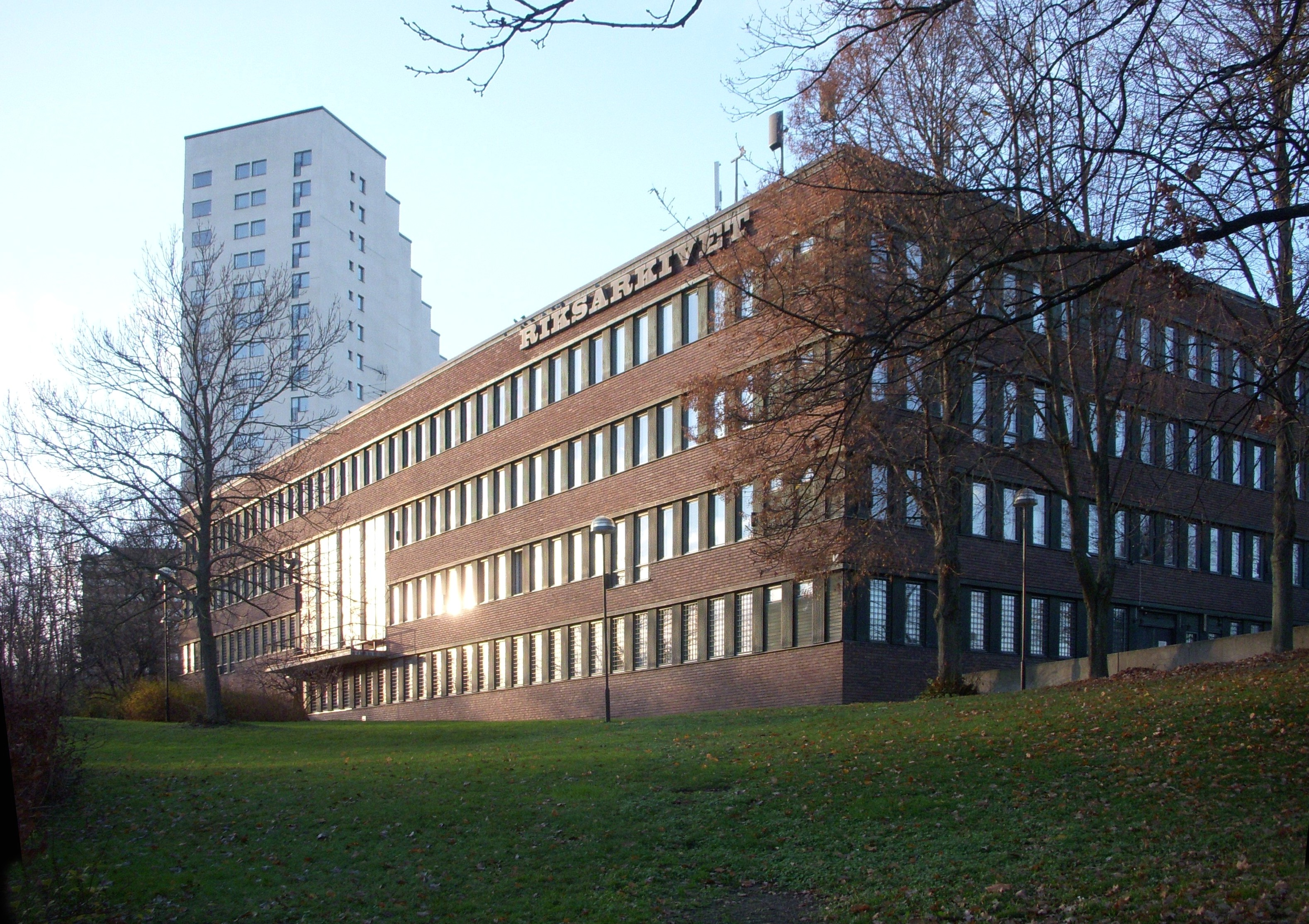
Riksarkivets huvudbyggnad, Stockholm.

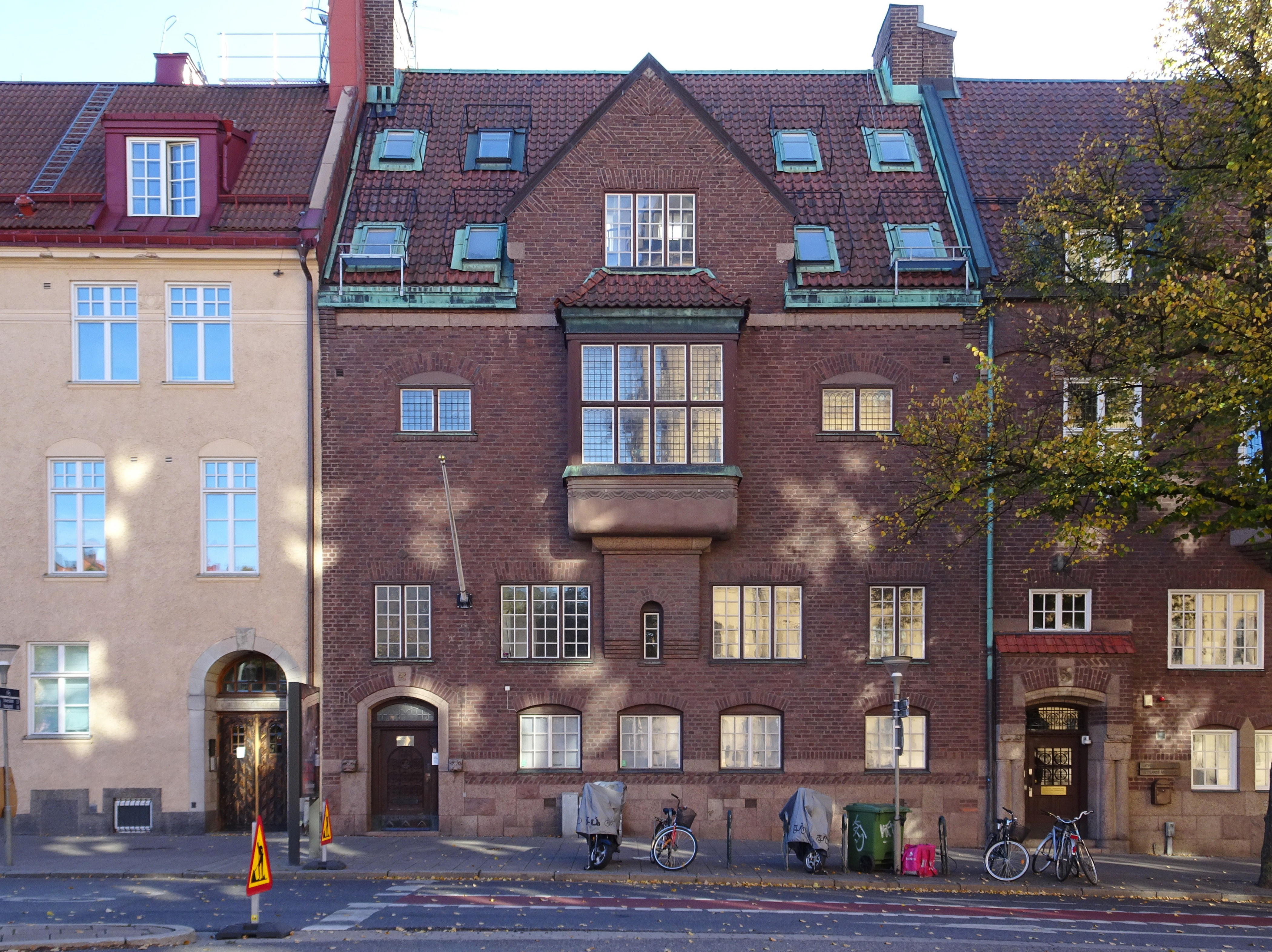
Tofslärkan 7, Stockholm.

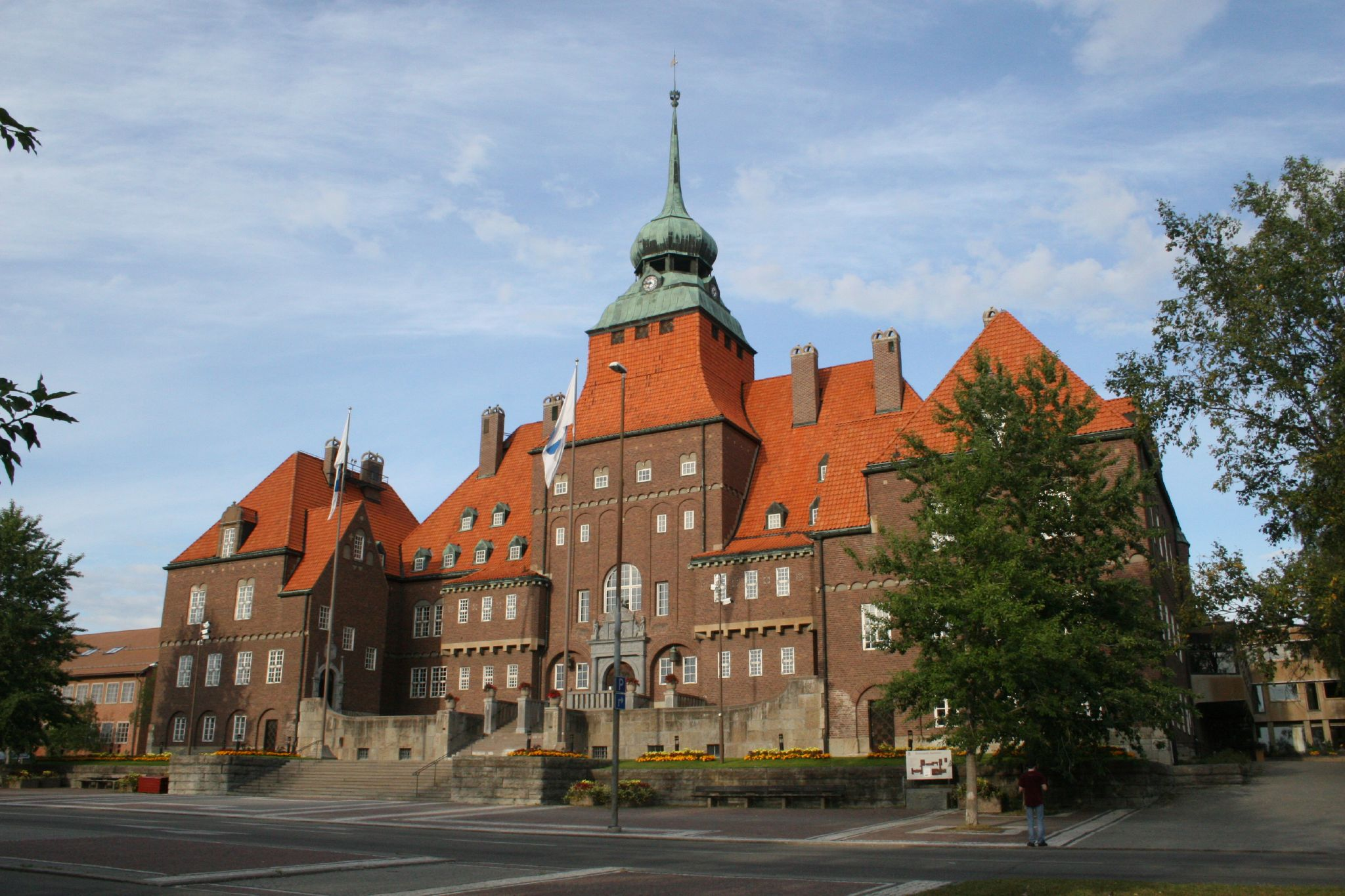
Östersunds rådhus.

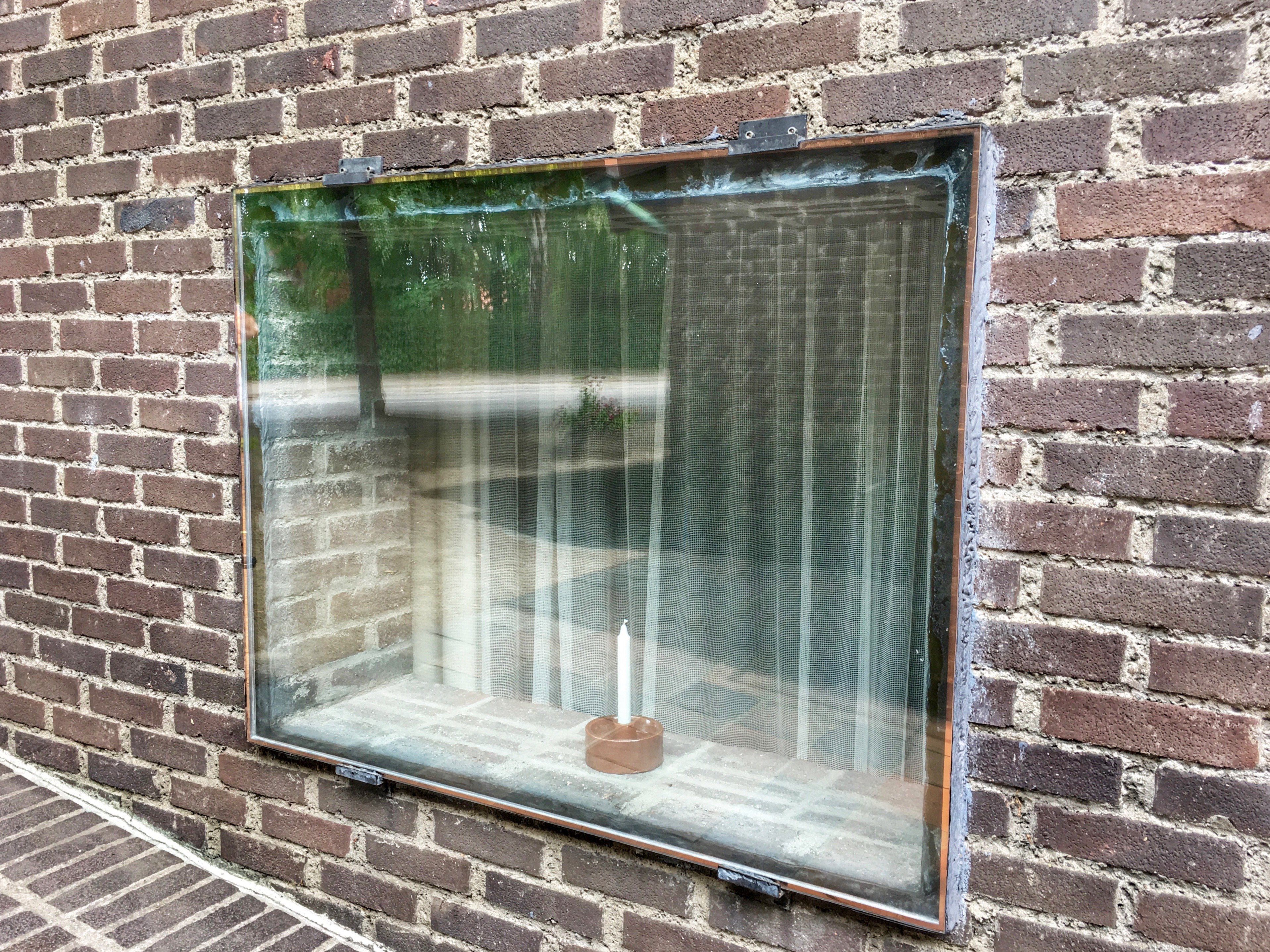
Fönster på Sankt Petri kyrka, Klippan.

#### Helsingborg
- 1877 – Gamla kyrkogårdens begravningskapell, arkitekt: Mauritz Frohm[2]
- 1881 – Biet 1 (Nedre Eneborgsvägen 3A), arkitekt: Mauritz Frohm[3]
- 1893–94 – Kärnan[4] (restaurerad enligt ritningar av arkitekt Alfred Hellerström för att efterlikna äldsta kända medeltida illustration)
- 1898 – Helsingborgs rådhus (som murtegel, fasaden är av tyskt förbländertegel), arkitekt: Alfred Hellerström
- 1899–1903 – Terrasstrapporna, arkitekt: Gustaf Améen[5]
- 1904 – Ringstorps vattentorn, arkitekt: Ernst Stenhammar[4]
- 1907–1908 – Telegrafhuset, arkitekt: Fredrik Olaus Lindström[6]
- 1908–1909 – Olympiastationen, transformatorstation, arkitekt: Alfred Hellerström[7][4]
- 1912 – Raus skoldaghem, arkitekt: Gustav W. Widmark[8]
- 1917 – Råå vattentorn, arkitekt: August Ewe[4]
- 1922 – Miljonhuset, arkitekt: Alfred Hellerström[9]
- 1924–1925 – Grand Hotel, arkitekt: August Stoltz[10]
- 1922–1927 – Olympiahuset vid Helsingborgs lasarett, arkitekt: Salomon Sörensen
- 1920-talet – Margaretahuset vid Helsingborgs lasarett[11]
- 1925–1928 – Oskar II 4, 9 & 11, flerbostadshus, arkitekt: Arnold Salomon-Sörensen[12]
- 1930–1931 – Karl XI södra 20, flerbostadshus, arkitekt: Filip Lundgren[12]
- 1939–1941 – Simhallsbadet, arkitekt: Mogens Mogensen[13]
- 1941–1942 – Maria församlingshem, arkitekt: Rune Welin[4]
- 1943 – Tretorns gummifabrik, arkitekt: Mogens Mogensen.[4] Med sina 51 000 kvm är detta högst troligen den största byggnaden byggd i Helsingborgstegel.[källa behövs]
- 1954–1955 – Restaurang Parapeten (bottenvåning), arkitekt: Bengt Gate[14]
- 1960 – Allmänna Brands hus, arkitekt: Anders Tengbom[15]
- 1965 – Stadsbiblioteket, arkitekt: Jörgen Michelsen[16]
- 1963–1966 – Trygg-Hansa-huset, arkitekt: Carl Nyrén[17]

#### Stockholm
- 1908 – Tjenstemannabanken (Drottninggatan 15), arkitekt: Ernst Stenhammar
- 1911 – Kungliga Vetenskapsakademien, arkitekt: Axel Anderberg[4]
- 1911 – Vattentornet i Hagalund, arkitekter: Ivar Tengbom och Ernst Torulf
- 1912 – Stockholms stadion, arkitekt: Torben Grut[4]
- 1912 – Vattentornet i Sundbyberg, arkitekt: Ivar Tengbom
- 1912 – Badhus (Borgmästaregatan), arkitekt: Ivar Engström
- 1912 – Riddaren 27, Östermalm, arkitekt: Cyrillus Johansson
- 1913 – Vanadislundens vattenreservoar, Vasastaden, arkitekt: Gustaf Améen[4]
- Sex stadsvillor i Lärkstaden
  - Tofslärkan 2 1914, arkitekt Victor Bodin
  - Tofslärkan 3 1912, arkitekt Victor Bodin
  - Tofslärkan 4 1913, arkitekt Hugo Jahnke
  - Tofslärkan 5 1912, arkitekterna Osvald Almqvist och Gustaf Linden
  - Tofslärkan 6 1914, arkitekt Folke Zettervall
  - Tofslärkan 7 1910, arkitekt Folke Zettervall (Zettervalls egen villa)
- 1907–1916 – Naturhistoriska riksmuseet, arkitekt: Axel Anderberg[4]
- 1957–1960 – S:t Tomas kyrka, Vällingby, arkitekt: Peter Celsing[4]
- 1956–1963 – Markuskyrkan, Björkhagen, arkitekt: Sigurd Lewerentz[4]
- 1964 – Åhléns City, arkitekter: Sven Backström och Leif Reinius[4]
- 1963–1968 – Riksarkivets huvudbyggnad, Kungsholmen, arkitekt: Åke Ahlström[4]
- 1978–1981 – Riksgäldskontoret, kvarteret Loen[18] på Norrmalm, arkitekt: Åke Wallgård

#### Övriga Sverige
- 1907 – Borås rådhus, arkitekter: Ernst Torulf och Ivar Tengbom[4]
- 1907 – Norrköpings rådhus, arkitekt: Isak Gustaf Clason[4]
- 1907 – Skånes Enskilda Bank, Lund, arkitekt: Salomon Sörensen[4]
- 1908 – Hamnförvaltningen, Malmö (hyser numera World Maritime University), arkitekt: Harald Boklund[4]
- 1909 – Lunds gamla vattentorn (Sölvegatan 27), arkitekt: Alfred Arwidius[4]
- 1909 – Landsarkivet i Göteborg, arkitekt: Gustaf Améen[4]
- 1909 – Nordisk Resebureau, Göteborg, arkitekt: Karl S. Hansson
- 1911 – Vattentornet i Trelleborg, arkitekt: Ivar Tengbom[4]
- 1909–1912 – Östersunds rådhus, arkitekt: Frans Bertil Wallberg[4]
- 1909-1912 - Telegrafstationen i Noerrköpiung, arkitekt: Aron Johansson
- 1910–1913 – Uppenbarelsekyrkan, Saltsjöbaden, arkitekt: Ferdinand Boberg
- 1914 – Telegrafverket (numera Juridicum), Lund, arkitekt: Aron Johansson[4]
- 1915 – Ribbingska sjukhemmet, Lund, arkitekt: Alfred Hellerström[4]
- 1915 – Älvkarleby kraftverk, arkitekt: Erik Josephson[4]
- 1916 – Södervärns vattentorn, Malmö, arkitekt: Salomon Sörensen[4]
- 1928–1929 – Tobaksmonopolets hus ("Pagoden"), Göteborg, arkitekt: Cyrillus Johansson
- 1956 – Härlanda kyrka, Göteborg, arkitekt: Peter Celsing[4]
- 1962–1966 – Sankt Petri kyrka, Klippan, arkitekt: Sigurd Lewerentz[4]
- 1967 – Göteborgs polishus, arkitekter: Sven Backström och Leif Reinius[4]
- 1971 – Landsarkivet, Lund (tillbyggnad), arkitekt: Bernt Nyberg
- 1976 – Sankt Mikaels kyrka, Malmö, arkitekter: Bror Thornberg och Einar Jangbro[4]

### Finland
- 1912 – Jakobstads gamla brandstation, arkitekt: Torben Grut[4]
- 1913 – Hankkija-huset, Helsingfors, arkitekt: Jarl Eklund[4]
- 1913 – Centraltryckeriets hus, Helsingfors, arkitekt: Lars Sonck[4]
- 1914 – Joensuus stadshus, Joensuu, arkitekt: Eliel Saarinen[4]
- 1914 – Lahtis stadshus, Lahtis, arkitekt: Eliel Saarinen[4]
- 1915 – Tölö telefoncentral, Helsingfors, arkitekt: Lars Sonck[4]
- 1915 – Berghäll telefoncentral, Helsingfors, arkitekt: Lars Sonck[4]
- 1916 – Stockmanns varuhus del av), Helsingfors[4]